# Sandrine Molaro
 (juin 2021).
Sandrine Molaro est une actrice française.

## Biographie
Sandrine Molaro est nommée dans la catégorie révélation féminine aux Molières 2016 pour son rôle dans Madame Bovary, spectacle joué au théâtre de Poche-Montparnasse qu'elle a co-mis en scène avec Gilles-Vincent Kapps, Elle joue également dans Robert le diable, cabaret littéraire en hommage à Robert Desnos conçu par Marion Bierry.
Depuis 2015, elle co-dirige la compagnie La Fiancée du Requin.

## Filmographie
- 1999 : À découvert de Camille Brottes
- 2001 : Frogz de Guillaume Tunzini
- 2004 : Les Gaous d'Igor Sékulic
- 2009 : L'amour, c'est mieux à deux de Dominique Farrugia
- 2014 : Liga de Cristina Pinheiro
- 2017 : Gauguin d'Édouard Deluc
- 2020 : Les graines que l'on sème de Nathan Nicholovitch
- 2021 : Illusions perdues de Xavier Giannoli

## Télévision
- 2008 : Marie et Madeleine de Joyce Buñuel
- 2009 : Les Bougon de Sam Karmann
- 2017 : La Boucherie éthique des parasites
- 2022 : D'argent et de sang de Xavier Giannoli

## Théâtre

### Comédienne
- L'Éducation sentimentale de Gustave Flaubert libre adaptation Paul Emond / mise en scène Sandrine Molaro et Gilles-vincent Kapps - création théâtre de Poche Montparnasse
- La guerre n'a pas un visage de femme de Svetlana Alexievitch / mise en scène Marion Bierry création auThéâtre Traversière (Paris)- La maison de Nevers - Jeu de Paume Aix-en-Provence - festival d'Avignon 23 -

- Les Romanesques d'Edmond Rostand / mise en scène Marion Bierry théâtre du Girasole festival d'Avignon/ Théâtre Le Ranelagh
- Madame Bovary de Gustave Flaubert, adaptation Paul Emond / mise en scène Sandrine Molaro et Gilles-Vincent Kapps - Compagnie La fiancée du Requin Théâtre de Poche Montparnasse, théâtre Montansier, tournée Prix Étudiant au festival d'Anjou 2016.
- Train Train è pericoloso sporgersi de David Talbot / mise en scène La compagnie c'est bien agréable Création Théâtre des Béliers Avignon / Comédie Bastille
- Robert le diable / hommage à Robert Desnos mise en scène Marion Bierry théâtre de Poche-Montparnasse
- Mécanique instable de Yann Reuzeau, mise en scène Yann Reuzeau Théâtre de la Manufacture des abbesses
- Brakass, création collective dirigée par Géraldine Bourgue Compagnie Après-midi piscine / Plateau 31
- La Rose tatouée de Tennessee Williams, mise en scène Benoit Lavigne théâtre de l'atelier
- Si j'étais femme, conception Marion Bierry
- La veuve de Pierre Corneille, mise en scène Marion Bierry Festival d'Avignon
- La Ronde dArthur Schnitzler, mise en scène Marion Bierry théâtre de Poche-Montparnasse tournée
- Ex-voto de Xavier Durringer, mise en scène Christophe Luthringer théâtre Lucernaire tournée
- Je t'avais dit, tu m'avais dit de Jean Tardieu, mise en scène Christophe Luthringer théâtre Lucernaire tournée
- J'aime beaucoup ce que vous faites de Carole Greep, Xavier Letourneur Café de la gare Palais des glaces
- Doit-on le dire ? d'Eugène Labiche, mise en scène Benoit Lavigne théâtre Lucernaire
- Célibataires de David Talbot et Rodolphe Sand, mise en scène Rodolphe Sand Le Splendid
- Les milles-pattes[réf. nécessaire] de Jean-Christophe Barc (ca) / mise en scène Benoit Lavigne
- Cinq minutes pas plus de Jean-Christophe Barc Théâtre rive gauche
- On choisit pas sa famille de Jean-Christophe Barc, mise en scène Christian Bujeau Le splendid tournée
- La carpe et le lapin, création collective dirigée par Géraldine Bourgue, Compagnie Spectacle à vendre Théâtre de la Commune
- Gentil n'a qu'un œil, création collective dirigée par Géraldine Bourgue/ Compagnie Spectacle à vendre

### Metteuse en scène
- L'Éducation sentimentale de Gustave Flaubert libre adaptation Paul Emond mise en scène avec Gilles-vincent Kapps - création théâtre de Poche Montparnasse
- L'Écume des jours de Boris Vian adaptation Paul Emond au théâtre de La Huchette mis en scène avec Gilles-Vincent Kapps
- Madame Bovary de Gustave Flaubert adaptation Paul Emond au théâtre de Poche-Montparnasse mis en scène avec Gilles-Vincent Kapps
- Train Train è pericoloso sporgersi de David Talbot mis en scène avec Gaëlle Lebert et David Talbot

## Distinctions
- Nommée au Molière de la révélation théâtrale féminine 2016